# Tolisa
Tolisa är en ort i Bosnien och Hercegovina.   Den ligger i entiteten Federationen Bosnien och Hercegovina, i den nordöstra delen av landet, 130 km norr om huvudstaden Sarajevo. Tolisa ligger 83 meter över havet och antalet invånare är 2 951.
Terrängen runt Tolisa är mycket platt. Närmaste större samhälle är Donja Mahala, 2,2 km öster om Tolisa.
Trakten runt Tolisa består till största delen av jordbruksmark. Runt Tolisa är det ganska tätbefolkat, med 134 invånare per kvadratkilometer.